# Campeonato Europeo de Rugby League 1949/50
El Campeonato Europeo de Rugby League de 1949/50 fue la décima edición del principal torneo europeo de Rugby League.

## Equipos
- Francia
- Gales
- Inglaterra
- Otras Nacionalidades (Selección formada por jugadores de Australia, Fiyi, Irlanda, Nueva Zelanda y Sudáfrica).

## Posiciones
| Equipo               | Encuentros | Encuentros | Encuentros | Encuentros | Tantos  | Tantos    | Tantos     | Puntos |
| Equipo               | jugados    | ganados    | empatados  | perdidos   | a favor | en contra | diferencia | Puntos |
| -------------------- | ---------- | ---------- | ---------- | ---------- | ------- | --------- | ---------- | ------ |
| Inglaterra           | 3          | 2          | 0          | 1          | 31      | 24        | +7         | 4      |
| Otras Nacionalidades | 3          | 2          | 0          | 1          | 22      | 20        | +2         | 4      |
| Gales                | 3          | 1          | 0          | 2          | 27      | 25        | +2         | 2      |
| Francia              | 3          | 1          | 0          | 2          | 21      | 32        | -11        | 2      |

Nota: Se otorgan 2 puntos al equipo que gane un partido, 1 al que empate y 0 al que pierda.
|  | Campeón |

## Resultados
| 19 de septiembre de 1949 | Inglaterra | 7 - 13 | Otras Nacionalidades |  |  |

| 19 de septiembre de 1949 | Gales | 5 - 6 | Otras Nacionalidades |  |  |

| 12 de noviembre de 1949 | Gales | 16 - 8 | Francia |  |  |

| 4 de diciembre de 1949 | Francia | 5 - 13 | Inglaterra |  |  |

| 15 de enero de 1950 | Francia | 8 - 3 | Otras Nacionalidades |  |  |

| 1 de marzo de 1950 | Inglaterra | 11 - 6 | Gales |  |  |

| Bandera de Inglaterra |
| Campeón Inglaterra    |
| Quinto título         |